# Камера луцида
Камера луцида је уређај коришћен од уметника и ликовних аматера као помоћ при цртању. Принцип се заснива на оптичком преклапању предмета који се црта и његове нацртане слике на површину на којој уметник црта. Уметник, заправо, види истовремено обе сцене: и цртаћу површину и призор који црта. То му омогућава да, пратећи оловком обрисе виртуелне слике објекта, остави траг оловке на папиру, и тако себи помогне у приказивању тачне перспективе.

## Историја
Камеру луциду је патентовао 1807. године Виљем Хајд Воластон (William Hyde Wollaston, 1766-1828). Постоје и докази да је камера луцида само обновљен уређај који је описао 200 година раније Јохан Кеплер (Johannes Kepler) у књизи о оптици (Dioptrice, 1611). До 19. века Кеплеров опис је потпуно пао у заборав, тако да Воластоново откриће нико није оспорио. Израз камера луцида (латински „светла соба") је Воластонов. Историја фотографије бележи да је један од пионира фотографије Виљем Фокс Талбот, док је боравио на меденом месецу на језеру Комо, у Италији, 1833, користио камеру луциду као помоћ при цртању предела. Он је касније забележио да је био разочаран својим напорима, и наивно начињеним цртежима, што га је подстакло да тражи средство којим ће успети да сачува слике из природе. 
Године 2001, савремени уметник Дејвид Хокни (David Hockney) објавио је књигу Тајна знања: Откривање заборављених техника старих мајстора у којој је указао на многобројне контроверзе уметности ранијих времена. Његов аргумент, познат и као Хокни-Фалкова теза, је да велики уметници из прошлости, као што су Каравађо, Ван Ајк, Енгр и многи други нису радили слободном руком, будући да су били ослоњени на оптичке уређаје и цртачка помагала, посебно на конкавна огледала. Његови докази се у потпуности засновају на анализи ликовних особина њиховог сликарства.

## Опис уређаја
Назив камера луцида или „светла соба (комора)" очевидно подсећа на много старије помоћно цртачко средство камеру опскуру (латински „тамна соба"). Али нема никакве сличности између та два оптичка уређаја. Камера луцида је лагани преносиви уређај који не захтева посебно осветљење, већ се са њим ради при дневној светлости. Осим тога, са камером луцидом се слика не пројектује (за разлику од камере опскуре, која функционише баш на принципу пројектоване слике).

## Начин рада
Уметник користи камеру луциду тако што гледа кроз једну тространу призму, нагнуту под 45 степени, чија је једна од три површине посребрена (танки полупровидни огледаласти слој). На тај начин уметник, кроз призму, види призор, објект или лик који црта, а истовремено и папир на коме црта. Папир се налази водоравно, пред уметником. У саставу камере луциде налазила су се и корективна сочива (негативне диоптрије) да би уметник изједначио удаљени призор који црта, и знатно ближи папир на коме црта, тако да обе тачке буду у његовом фокусу.

## Савремена употреба
Камера луцида данас је још увек доступна кроз описе на страницама уметничке литературе, или кроз огласе о продаји антиквитета. Током 20. века сретане су многе модификоване верзије, нпр. као помоћ истраживачима на терену, геолозима, географима, археолозима, ботаничарима..., или као помоћ деци при цртању. Развој савремене технике омогућио је довитљивим проналазачима да искористе принцип камере луциде, али уз помоћ видео-камере и монитора (тзв. Simm Trace, види Спољашње везе). Није познато да неки савремени уметник користи камеру луциду као помагало, бар не на начин на који је коришћена у првој половини 19. века.